# Ашекс ан Амјеноа
Ашекс ан Амјеноа (фр. Acheux-en-Amiénois) насеље је и општина у североисточној Француској у региону Пикардија, у департману Сома која припада префектури Амјен.
По подацима из 2011. године у општини је живело 588 становника, а густина насељености је износила 83,17 становника/km². Општина се простире на површини од 7,07 km². Налази се на средњој надморској висини од 154 метара (максималној 152 m, а минималној 118 m).

## Демографија
| 1962. | 1968. | 1975. | 1982. | 1990. | 1999. | 2011. |
| ----- | ----- | ----- | ----- | ----- | ----- | ----- |
| 494   | 498   | 464   | 425   | 424   | 514   | 588   |

График промене броја становника у току последњих година